# 梁睿
梁睿（531年—595年4月13日），字恃德，安定郡乌氏县（今宁夏回族自治区固原市泾源县）人，西魏、北周、隋朝官员。

## 生平
西魏太尉梁御之子。梁睿“少沉敏，有行检”，自幼被宇文泰养在宫中，又命诸子与梁睿交游，相當融洽。七岁，袭爵广平郡公，累加仪同三司。
大象二年十月，梁睿率领步兵和骑兵二十万人讨伐王谦，王谦分别派遣各位将军占据险要之地据守。梁睿奋力攻击，屡次击败王谦的军队，蜀人大为害怕。王谦又派遣达奚惎、高阿那肱、乙弗虔等人率领十万军队进攻利州，在利州城外堆起土山，又在地下挖掘七十多条地道，筑坝引江水以灌城。当时利州总管豆卢𪟝的士卒不超过两千人，昼夜拒守。经过四旬，形势逐渐紧迫，豆卢𪟝于是派出奇兵攻击敌军，斩首数千，王谦的军队投降了两千人。梁睿军队正好前来支援，达奚惎才退去。达奚惎听说梁睿将到，又分兵据守开远，梁睿对将士们说：“这伙敌人占据险要，想要阻遏我军攻势，我们应该在他们意想不到的情况下出击，肯定能打败他们。”梁睿于是派上开府拓拔宗攻剑阁，大将军宇文敻攻巴西，大将军赵达率领水军入嘉陵。梁睿又派遣张威、王伦、贺若震、于义、韩相贵、阿那惠等人分兵合击达奚惎，从午时战至申时，达奚惎的军队大败。达奚惎逃归王谦，梁睿从剑阁入川，进逼成都。达奚惎和乙弗虔秘密派使者拜谒梁睿，请求做内应以赎罪。王谦不知道达奚惎和乙弗虔已经背叛自己，命令达奚惎和乙弗虔守卫成都，亲自率领精锐士兵五万人背靠城市列阵，又以达奚惎和乙弗虔的儿子率领左右两军。梁睿进攻，王谦战败，将要进城，达奚惎和乙弗虔拒绝王谦进入，向梁睿献城投降，杨坚认为达奚惎和乙弗虔都是反叛的主犯，命令将他们在巴蜀的市场上斩首。
梁睿平定王谦，自以為功高震主，恐被时人忌恨，遂公開接受贿赂以自壞名声。文帝倒沒有怪罪他。开皇十五年二月丁巳（595年4月13日），梁睿随文帝至洛阳而卒，虚岁六十五，朝天赠予司空，谥号襄。儿子梁洋继承爵位。

## 家庭

### 父亲
- 梁御，西魏侍中、车骑大将军、开府仪同三司、东雍州刺史、广平武昭公

### 夫人
- 宜都公主，追尊周文帝宇文泰之女[21]

## 延伸阅读
[在维基数据编辑]
 《隋書·卷37》，出自魏徵《隋书》